# Leptoscyphus gibbosus
Leptoscyphus gibbosus là một loài rêu tản trong họ Geocalycaceae. Loài này được (Taylor) Mitt. miêu tả khoa học lần đầu tiên năm 1851.